# Браун, Кевин
Кевин Браун (англ. Kevin Brown; род. 18 сентября 1992, Густавсберг, Швеция) — шведский и американский игрок в хоккей с мячом. Выступает за шведский Пис-энд-Лав Сити и национальную сборную США.

## Карьера
Браун является воспитанником хоккейного клуба «Густавсберг». Защищал его цвета в сезоне 2013/14; до 2013 года на протяжении шести лет выступал за «Юсдаль», а с 2014 года представляет «Пис-энд-Лав Сити» из Бурлэнге.
Кевин Браун родился в Швеции, однако его отец был американцем, поэтому в свидетельстве о рождении у игрока было прописано двойное гражданство. В 2015 году Кевин получил приглашение выступать за сборную США и уже в своём первом матче за национальную команду против Латвии в рамках чемпионата мира 2015 сумел поразить ворота соперника. Также принимал участие и последующих четырёх мировых первенствах (2016, 2017, 2018, 2019), однако медалей чемпионатов мира в своём активе не имеет.